# Революционный комитет Гоминьдана
Революцио́нный комите́т Гоминьда́на (англ. Revolutionary Committee of the Kuomintang, кит. 中国国民党革命委员会) — одна из официальных малых партий КНР.
Она была основана в 1948 году левыми сторонниками Гоминьдана, которые порвали отношения с этой партией во время Гражданской войны в Китае. Партия стремится быть единственным последователем идей Сунь Ятсена. Некоторое время почётным президентом партии была Сун Цинлин.
В период культурной революции в печати КНР не было сообщений о функционировании Революционного комитета Гоминьдана.
Среди официально разрешённых партий Революционный комитет по статусу занимает второе место в стране после Коммунистической партии Китая. В партийной системе на различных уровнях ему принадлежит некоторое количество мест, в том числе в НПКСК — достаточно большое представительство (30 % мест). Принимают участие и в других областях партийной жизни, например, в деятельности партийных школ.
На конец 2007 года в партии насчитывалось около 82 тыс. членов.
15 декабря 2007 года Чжоу Тенун был избран председателем ЦК Революционного комитета Гоминьдана.